# Ptychococcus
Ptychococcus é um género botânico pertencente à família Arecaceae. 
É endémico da Nova Guiné, incluindo o Arquipélago de Bismarck. As suas características que o diferenciam de outros géneros incluem endocarpos penta-lobados pretos ou brancos de grandes dimensões com fibras pretas e sementes pontiagudas.